# Proclossiana eustigmoea
Proclossiana eustigmoea är en fjärilsart som beskrevs av Cabeau 1924. Proclossiana eustigmoea ingår i släktet Proclossiana och familjen praktfjärilar. Inga underarter finns listade i Catalogue of Life.